# 헨리크 룬드크비스트
비에른 헨리크 룬드크비스트(스웨덴어: Björn Henrik Lundqvist, 스웨덴어 발음: [bjøːrn ˈhɛ̌nːrɪk ˈlɵ̂nːdkvɪst], 1982년 3월 2일~)는 스웨덴의 은퇴한 아이스하키 선수로 현역 포지션은 골텐더이다. 헨릭 왕(영어: King Henrik)이라는 별명으로 잘 알려져 있으며, 현역 시절에 내셔널 하키 리그(NHL)의 뉴욕 레인저스에서 15시즌 동안 활동했다.

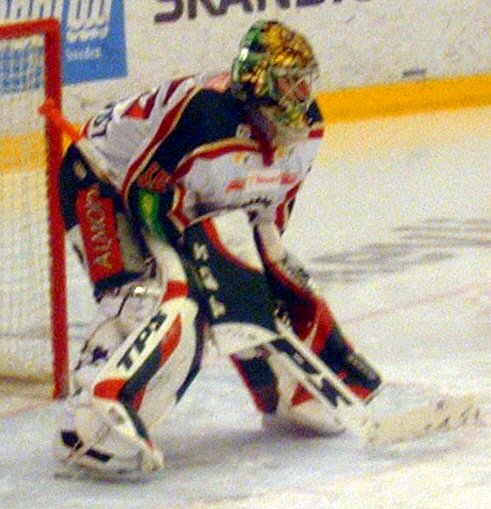
2005년 2월 프뢸룬다 HC 소속 당시의 룬드크비스트

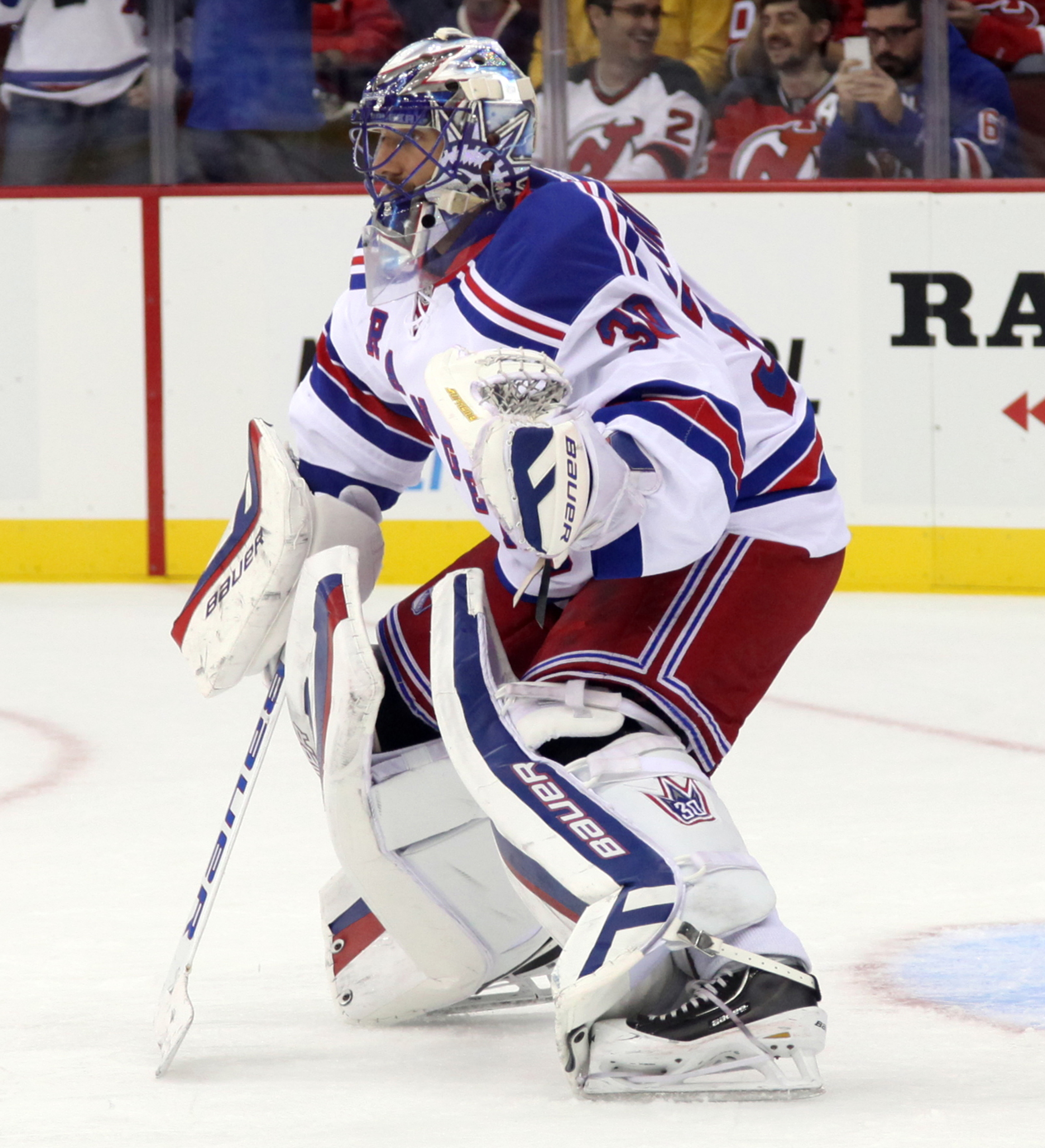
2014년 10월 뉴욕 레인저스와 뉴저지 데블스 경기 당시의 룬드크비스트

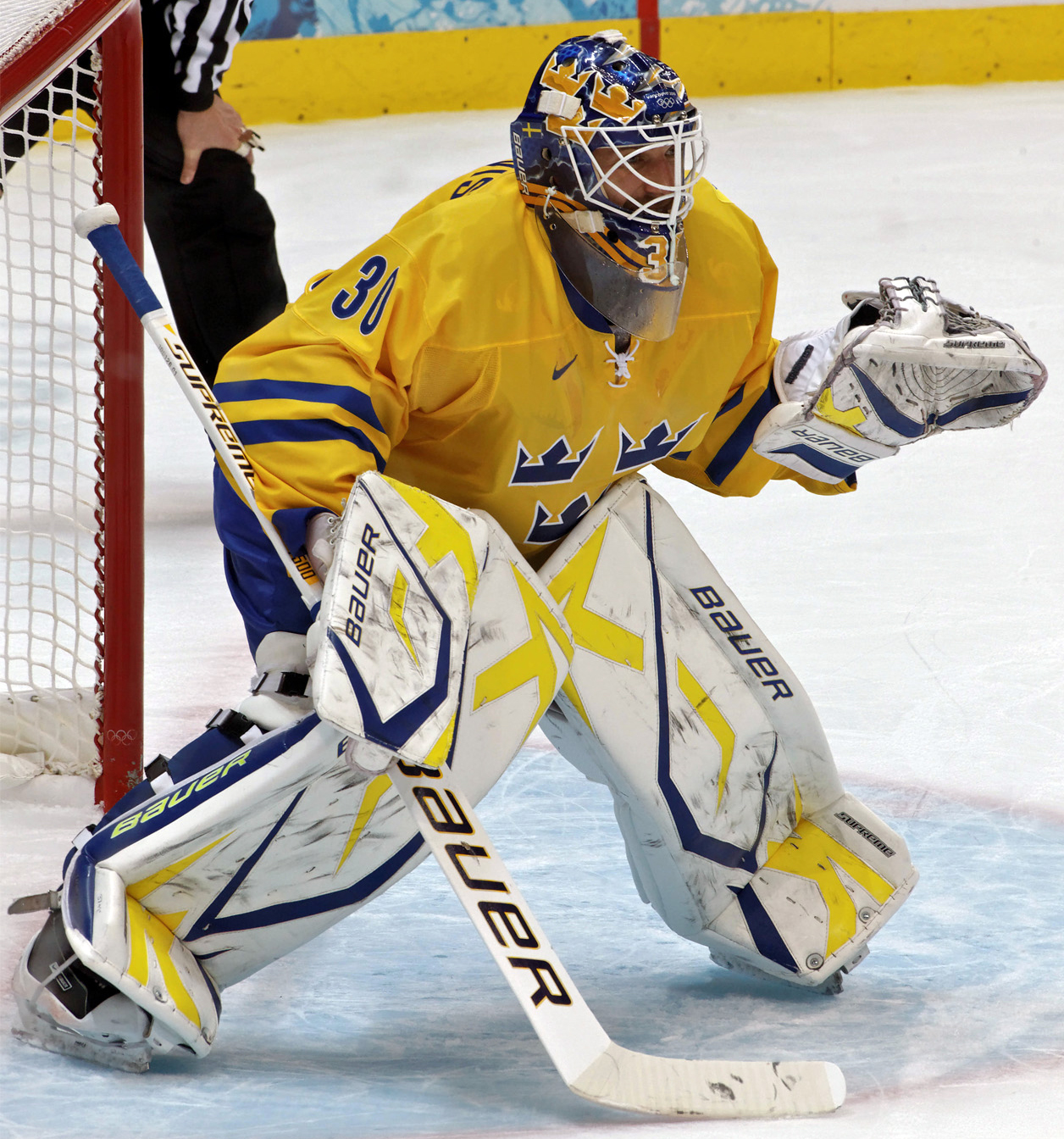
2010년 동계 올림픽 슬로바키아전 당시의 룬드크비스트